# MX vs. ATV Unleashed
MX vs. ATV Unleashed est un jeu vidéo de simulation de course et de sports d'action créé pour PlayStation 2 , Xbox , Microsoft Windows et téléphones mobiles . Développé par Rainbow Studios et publié par THQ , le jeu vidéo est sorti en 2005 en Amérique du Nord et en Europe. MX vs. ATV Unleashed est un crossover entre la trilogie MX de THQ (comprenant MX 2002 featuring Ricky Carmichael , MX Superfly et MX Unleashed) et la série ATV Offroad Fury de Sony, et il propose le même support de console pour deux joueurs et un support en ligne pour huit joueurs. La version PC dispose d'une fonction « éditeur de piste »,.
Un portage PlayStation Portable de Unleashed , intitulé MX vs. ATV: On the Edge , est sorti en 2006, et une suite, MX vs. ATV Untamed est sortie fin 2007.

## Version PlayStation Portable
Une version PlayStation Portable est sortie plus tard en Amérique du Nord le 28 février 2006. Dans la version PlayStation Portable, il existe plusieurs modes de jeu couvrant l'ensemble du monde des courses professionnelles de VTT et de MX comme Hill Climb , FMX , Super Cross Race et autres. Dans ce jeu, les joueurs peuvent conduire non seulement des VTT et des motos MX, mais aussi des buggies des dunes , des voiturettes de golf , des camions de stade, des Monster trucs et des rails de sable. Outre des différences graphiques évidentes et l'ajout de plusieurs nouvelles zones jouables, le jeu n'a pas la possibilité de piloter des avions contrairement à l'édition console du jeu. Le jeu a été commercialisé sous le nom de MX vs. ATV: On the Edge dans les articles de magazine et dans la pochette, mais dans le jeu, il est appelé MX vs. ATV Unleashed: On the Edge . Le jeu a reçu un accueil moyen à sa sortie, GameRankings lui ayant attribué une note de 69 %, tandis que Metacritic lui a attribué une note de 68 sur 100.